# Quick (sportartikelen)
Quick, tegenwoordig ook wel Q1905 of Q genaamd, is een Nederlands producent van sportartikelen. 

## Geschiedenis
In 1905 start Quick in Hengelo (Gelderland) met de productie van sportschoenen. De oprichter is Herman Jansen, en ook later blijft het bedrijf een familiebedrijf in handen van de familie Jansen. Men produceert schoenen en kleding voor vele sporten. Zo leverde men de boksschoenen van Bep van Klaveren, schoenen voor de Olympische Spelen in 1928, en de schaatsen van Kees Verkerk en Sjoukje Dijkstra. Ook tennis, hockey en wielrennen zijn in de beginjaren belangrijk voor Quick. Sinds de jaren 30 was Polly Pil de mascotte van het merk.
Maar het meest beroemd is Quick door zijn voetbalschoenen. Quick was de eerste fabrikant van voetbalschoenen in Nederland. De jaren 50, '60 en 70 zijn de hoogtijdagen van het merk. In Nederland is het merk dan marktleider met een zeer groot marktaandeel. In de jaren vijftig en zestig speelde 75 procent van de Nederlandse mannen op Quick. In die jaren spelen de meeste bekende Nederlandse voetballers op schoenen van Quick, onder andere Abe Lenstra, Faas Wilkes, Coen Moulijn, Piet Keizer, Ruud Geels, Sjaak Swart, Tonny van Leeuwen en Dick Nanninga. Ook de latere bondscoaches Guus Hiddink, Bert van Marwijk, Louis van Gaal, Danny Blind en Ronald Koeman spelen tijdens een deel van hun actieve carrière op Quick. Vanaf de jaren zestig zijn de schoenen die vaak Quickies werden genoemd herkenbaar aan de twee strepen met blokjes (blokstrepen). Het bedrijf exporteerde naar alle belangrijke westerse voetballanden.
In de jaren zeventig en 80 krijgt het bedrijf echter te maken met sterke buitenlandse concurrentie. De productie in Nederland is te duur. Het bedrijf verdient te weinig om net als de buitenlandse concurrentie effectieve marketing te bedrijven. Ook blijft men de voorkeur geven aan kwaliteit boven mode en marketing, waardoor men niet goed inspeelt op de vraag vanuit de markt. In 1986 gaat het bedrijf failliet. Er vindt nog een doorstart plaats, maar in 1992 valt het doek definitief.

## Heroprichting
Na 10 jaar afwezigheid, wordt Quick in 2001 vanuit het Zuid-Hollandse Strijen heropgericht door twee ondernemers die de merkrechten overnamen van de familie Jansen, de oorspronkelijke oprichters van het bedrijf. Sindsdien geldt Quick als een succesvol voorbeeld van een geherintroduceerd merk. De productie vindt nu in het buitenland plaats. Quick exporteert naar de meeste Europese landen en naar verschillende landen buiten Europa.
In 2005 vierde Quick zijn 100-jarig bestaan. Bij deze gelegenheid werd een boek met de titel Soepel en sterk gepubliceerd, waarin de geschiedenis van het merk wordt beschreven. 
In 2011 wordt de naam Quick veranderd in Q1905 of Q.

## Vrijetijdskleding (lifestyle)
Waar vóór het faillissement de nadruk lag op (functionele) schoenen en kleding om daadwerkelijk in te sporten, ligt de nadruk in het eerste decennium na de heroprichting (2001-2011) meer op schoenen, tassen en kleding die worden gedragen als sportieve mode. Daarbij speelt men in op de hippe retro-trend door oude modellen, zoals het model Typhoon uit 1965, in een nieuw jasje opnieuw op de markt te brengen. Quick wordt in deze periode dan ook vooral gezien als een retromerk. Daarnaast worden ook nieuwe modellen ontworpen. Schoenontwerper Jan Jansen en modeontwerper Jeroen van Tuyl ontwierpen voor Quick exclusieve series schoenen. Vanaf 2012 produceert het merk ook veiligheidsschoenen.

## Sportkleding
Hoewel de nadruk tussen 2001 en 2012 ligt op de vrijetijdsmarkt, blijft het bedrijf ook actief in de sport. In deze periode beperkt zich dit vooral tot voetbal. Op beperkte schaal worden nog steeds voetbalschoenen geleverd. Quick levert teamkleding voor voetbalteams.
Vanaf 2012 richt Q zich meer op sportkleding. In dat jaar breidt het merk de sportactiviteiten uit naar de golfsport met de introductie van Q Golfwear. Het betreft een collectie golfkleding en -schoenen.
In 2016 worden de sportactiviteiten verder uitgebreid met de introductie van Q Tennis. 

## Sponsoring
In 2010 werd Quick de kledingsponsor van De Vrienden van Amstel LIVE!.  In 2011 bracht Quick in samenwerking met Armin van Buuren een collectie schoenen en kleding onder de titel 'Q by Armin van Buuren' op de markt.
Sinds de heroprichting was Q kledingsponsor van de voetbalclubs NAC, Sparta, Vitesse, AZ, Cambuur, De Graafschap en Excelsior.
Q Golfwear is kledingsponsor van De KLM Open. In de zomer van 2015 gaat Quick een langdurige samenwerking aan met Nederlands beste golfspeler, Joost Luiten.
In verband met de activiteiten in het tennis, wordt in 2018 het ABN-Amro tennis toernooi gesponsord.
Incidenteel worden ook andere sporten gesponsord. In 2007 werd het formule 1 team van Spyker gesponsord. Ten slotte was Quick kledingsponsor van de Olympische Jeugdwinterspelen 2012.